# Хостинг почты
Хостинг электронной почты (Почтовый хостинг; англ. E-mail hosting) — услуга и служба электронной почты по размещению почтового сервера на хостинге. Обычно, хостинг для веб-сайтов включает в себя хостинг электронной почты, а также может предоставляться как отдельная услуга.
Сервисы хостинга почты обычно предлагают услуги электронной почты за оплату, в отличие от бесплатных почтовых сервисов, монетизируемых через рекламу. Услуги хостинга почты, таким образом, отличаются от услуг типичных провайдеров электронной почты для конечных пользователей, таких как сайты веб-почты. В основном они обслуживают требовательных пользователей электронной почты, малый и средний бизнес, в то время как крупные предприятия, как правило, поддерживают свой собственный хостинг почты на собственном оборудовании с использованием программного обеспечения, такого как Microsoft Exchange или Postfix. На хостинге почты пользователи могут управлять своим собственным доменным именем, которое идентифицирует и характеризует отправителя.
Большинство провайдеров хостинга почты предоставляют решения для электронной почты с расширенными возможностями на базе выделенных почтовых платформ. Таким образом используемые технологии и возможности различных провайдеров хостинга почты могут изменяться под конкретные задачи. Электронная почта, предлагаемая большинством компаний веб-хостинга обычно предлагают лишь базовый набор стандартных услуг — почтовый ящик с доступом по протоколу POP3 и веб-интерфейс, базирующийся на свободно распространяемом ПО, таком как Horde, RoundCube или SquirrelMail. Почти все провайдеры веб-хостинга предлагают стандартный хостинг почты.